# 安藤信易
安藤 信易（あんどう のぶやす）は、江戸時代中期の美濃国加納藩の世嗣。通称は政蔵。

## 略歴
初代藩主・安藤信友の次男として誕生した。
信友の加納藩主時代に生まれ、安藤家の嫡子だったが、家督を継ぐことなく、父に先立って享保11年（1726年）に夭折した。